# Siegfried Dehn
Pour les articles homonymes, voir Dehn.
Siegfried Dehn, né le 24 février 1799 à Altona et mort le 12 avril 1858 à Berlin, est un professeur de composition, théoricien de la musique et bibliothécaire allemand. Responsable de la bibliothèque royale de Prusse à partir de 1842, il en organise et enrichit les collections. Il a parmi ses élèves Mikhaïl Glinka et Anton Rubinstein.

## Biographie
Dehn doit sa première formation musicale au compositeur hambourgeois Paul Wineberger (de). De 1819 à 1823, il étudie le droit à Leipzig et devient membre du Corps Saxonia Leipzig en 1820.

## Œuvres
- Theoretisch-praktische Harmonielehre mit angefügten Generalbaßbeispielen, 1840
- Analyse dreier Fugen von S. Bach und einer Vocalfuge von A. M. Bononcini's, 1858
- Lehre vom Contrapunkt, Canon und Fuge, 1859
- Orlandus Lassus Psalmi VII poenitentiales, sans date (éditeur)
- 12 Hefte mehrstimmiger Gesänge des 16. und 17. Jahrhunderts, sans date (éditeur)

## Élèves notables
- Albert Becker (1834–1899), compositeur
- Martin Blumner (de) (1827–1901), compositeur
- Hans Bronsart von Schellendorff (1830–1913), compositeur et pianiste
- Peter Cornelius (1824–1874), poète et compositeur
- Adolphe Devin-Duvivier (1827-1907), compositeur et professeur de chant
- Immanuel Faißt (de) (1823–1894), compositeur
- Mikhaïl Glinka (1804–1857), compositeur
- August Haupt (de) (1810–1891), compositeur
- Friedrich Kiel (1821–1885), compositeur
- Theodor Kullak (1818–1882), pianiste et compositeur
- Karl Adolf Lorenz (1837–1923), chef d'orchestre et compositeur
- Anton Rubinstein (1829–1894), pianiste et compositeur
- Nikolaï Rubinstein (1835–1881), pianiste et compositeur
- Louis Schlottmann (de) (1826–1905), musicien et compositeur
- Hugo Ulrich (de) (1827–1872), pianiste et compositeur